# Resolució 91 del Consell de Seguretat de les Nacions Unides
La Resolució 91 del Consell de Seguretat de les Nacions Unides, aprovada el 25 de juny de 1951, assenyalant un informe de 
Sir Owen Dixon, representant de l'ONU per Índia i Pakistan, va assenyalar que el principal punt de diferència de preparar l'estat de Jammu i Caixmir per a la celebració d'un plebiscit era el procediment i l'extensió de la desmilitarització, el grau de control sobre l'exercici de les funcions de govern necessàries per garantir un plebiscit lliure i just.
El Consell va acceptar la dimissió de Sir Dixon i li va expressar el seu agraïment per la seva gran habilitat i devoció. El Consell va instruir al reemplaçament de Sir Dixon per procedir al subcontinent i, després de consultar als governs de l'Índia i Pakistan, efectuar la desmilitarització de l'Estat de Jammu i Caixmir sobre la base de la Comissió de les Nacions Unides per a l'Índia i el Pakistan i va demanar a les parts que cooperessin amb el representant de les Nacions Unides per a efectuar la desmilitarització.
El Consell va instruir al nou representant de les Nacions Unides que els informés en un termini de tres mesos i, si no hagués efectuat la desmilitarització o obtingués plans per fer-ho, el representant informaria al Consell els punts de diferència que haurien de resoldre per la desmilitarització que es durà a terme. El Consell va demanar a les parts que acceptessin l'arbitratge sobre tots els punts de diferència destacats, si el representant de l'ONU no aconsegueix un acord íntegre, seran nomenats pel president de la Cort Internacional de Justícia un àrbitre o un grup d'àrbitres. També es va decidir que el Grup d'Observadors Militars continués supervisant l'alto el foc de l'estat.
La resolució va ser aprovada per vuit vots contra cap, amb tres abstencions de l'Índia, la Unió Soviètica i la República Federal Socialista de Iugoslàvia.